# Acquario di Long Island
L'acquario di Long Island è un acquario statunitense, istituito nel 2000 con il nome di Atlantis Marine World, nella città di Riverhead, nello Stato di New York.